# Slag bij Blenheim
De slag bij Blenheim of (tweede) slag bij Höchstädt was een belangrijke  veldslag tijdens de Spaanse Successieoorlog, die plaatsvond op 13 augustus 1704. Blenheim (tegenwoordig Blindheim) is een dorp aan de Donau op 16 kilometer ten zuidwesten van Donauwörth in Beieren.
Bij de slag stonden de strijdkrachten van de Grote Alliantie van onder anderen koninkrijk Engeland, Oostenrijk en de Republiek der Zeven Verenigde Nederlanden onder het commando van John Churchill, hertog van Marlborough, en prins Eugenius van Savoye. De Franse en Beierse legers werden aangevoerd door maarschalk Camille d'Hostun, keurvorst Maximiliaan II Emanuel van Beieren en maarschalk Ferdinand de Marsin.
Deze slag eindigde met een belangrijke overwinning voor de Grote Alliantie en betekende een keerpunt in de oorlog, waar de Franse legers tot dan toe het initiatief hadden genomen. De bedreiging van Wenen door de Frans-Beierse alliantie werd weggenomen. Tevens werd Beieren voor de rest van de oorlog uitgeschakeld. 
In totaal vielen er bij de slag meer dan 30.000 doden en gewonden.
Het was de eerste zware nederlaag voor de Fransen in meer dan 60 jaar: onder Lodewijk XIV had Frankrijk het sterkste leger van Europa gehad. Het was ook de eerste keer dat Engelse strijdkrachten zich zo diep in het Europese continent waagden

## Achtergrond
In 1704 had de Spaanse Successieoorlog al drie jaar geduurd. Het voorgaande jaar was zeer succesvol geweest voor Frankrijk en zijn bondgenoten, vooral aan de Donau, waar maarschalk Villars en de keurvorst van Beieren een directe bedreiging vormden voor Wenen, de hoofdstad van het Heilige Roomse Rijk. Het verlies van Wenen zou vrijwel zeker het uiteenvallen van de Grote Alliantie betekenen. De Grote Alliantie profiteerde van verdeeldheid tussen de Franse en Beierse aanvoerders, waardoor de briljante Villars uiteindelijk zou worden vervangen door de minder inspirerende Marsin.
De oostgrens van Oostenrijk werd al bedreigd door de Hongaarse opstand onder Ferenc Rákóczi, terwijl aan de Rijn maarschalk de Tallard voorbereidingen trof om door het Zwarte Woud op te rukken en het Frans-Beierse leger bij Ulm te versterken. Daarnaast dreigde een leger van 100.000 man onder Louis-Joseph de Vendôme vanuit het noorden van Italië binnen te vallen.
Om een tussenkomst van geallieerde troepen in Nederland bij de Donau te voorkomen, had het 46.000 man sterke leger onder maarschalk Villeroy de opdracht gekregen om de 70.000 man Staatse en Engelse troepen bij Maastricht bezig te houden. De enige troepen die direct beschikbaar waren om Wenen te verdedigen, waren een leger van 36.000 man onder Lodewijk Willem van Baden-Baden, die aan de linies van Stollhofen (de barrière die was opgeworpen om de Fransen te verhinderen om langs de Rijn vanuit Straatsburg op te rukken) waren gestationeerd om Tallard in de gaten te houden.
De hertog van Marlborough begreep de implicaties van de situatie aan de Donau.
"Ik ben van plan om met de Engelsen naar Koblenz op te rukken en bekend te maken dat ik langs de Moezel op veldtocht wil gaan. Als ik daar aankom, zal ik echter naar de Hollandse Staten schrijven dat ik het van cruciaal belang voor het voortbestaan van het Rijk acht, dat ik met de troepen onder mijn bevel naar het zuiden opruk om me bij de troepen in Duitsland te voegen... om samen met prins Lodewijk van Baden maatregelen te treffen voor de spoedige nederlaag van de keurvorst van Beieren."
Hij was van plan om de keizerlijke strijdkrachten te versterken en het Frans-Beierse leger aan de Donau te vernietigen, voordat het kon worden versterkt door Tallard.

## Aanloop

### De mars van Marlborough

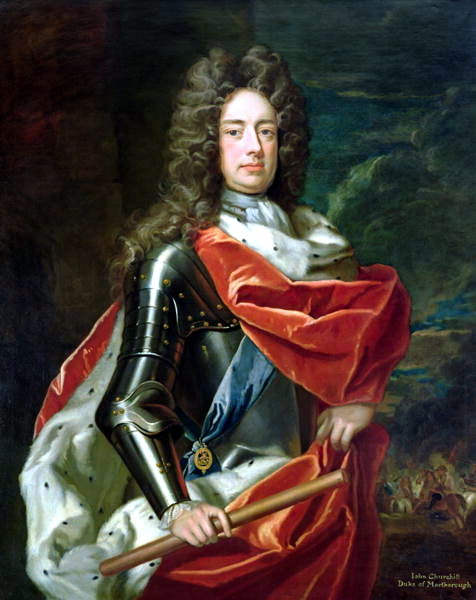
Marlborough

“Een rode rups, waarop alle ogen tegelijk gericht waren, begon vastberaden, dag na dag over de kaart van Europa te kruipen en sleepte de hele oorlog achter zich aan.” Winston Churchill.

De mars van Marlborough begon op 19 mei in Bedburg, vlak bij Maastricht. Het leger was verzameld door de broer van de hertog, generaal Charles Churchill. Het bestond in eerste instantie uit 66 eskadrons, 31 bataljons en 38 kanonnen en mortieren, in totaal 21.000 manschappen. Daarvan waren 14.000 man afkomstig uit Groot-Brittannië en Ierland. Dit leger zou onderweg nog worden versterkt, zodat Marlborough bij het bereiken van de Donau 40.000 man onder zich had, 47 bataljons en 88 eskadrons. Terwijl Marlborough zijn leger aanvoerde, zou generaal Ouwerkerk een defensieve positie in de Republiek innemen met de Staatse troepen. (De hertog maakte zich verder geen zorgen om hun veiligheid, omdat hij ervan uitging dat Fransen eerder hem zouden achtervolgen dan de Lage Landen binnenvallen). Marlborough had gelijk: Villeroy schaduwde hem met 30.000 manschappen, onderverdeeld in 60 eskadrons en 42 bataljons.
Zijn mars om Wenen van de vijand te redden, besloeg in totaal 400 kilometer en was een meesterwerk van misleiding, nauwgezette planning en organisatie.
Marlborough liet de Staten-Generaal van de Nederlanden weten dat hij van zins was de Fransen aan de Moezel aan te vallen, een logische voortzetting van de operaties aan de Maas en de Rijn van het voorgaande jaar. Op 2 mei hadden de Staten daar met tegenzin mee ingestemd en hij haastte zich om de voorbereidingen af te ronden, voordat de Staten van gedachten zouden veranderen.
De hertog moest haast maken: op 14 mei was Tallard langs prins Baden geglipt met 10.000 man versterking (waaronder 2400 cavaleristen en 200 kanonnen) voor het Frans-Beierse leger, om vervolgens via dezelfde route door het Zwarte Woud terug te glippen en zijn positie tussen de Rijn- en Donaulegers weer in te nemen.
Misleiding was essentieel om Marlboroughs plan te laten slagen. Op 26 mei bereikte de hertog Koblenz, waar hij zijn troepen beval de Rijn over te steken. Hij hield alleen halt om 5000 wachtende manschappen uit Hannover en Pruisen aan de zijne toe te voegen. De Fransen realiseerden zich snel dat Marlborough niet van plan was naar de Moezel op te rukken, waarop ze bedachten dat zijn doel weleens een geallieerde inval in de Elzas en een aanval op Straatsburg zou kunnen zijn. Marlborough speelde handig in op deze angst, door bij Philippsburg bruggen over de Rijn te laten bouwen en door zijn artillerie naar Mannheim te laten optrekken. Door deze schijnbeweging werd Villeroy aangemoedigd om Tallard te hulp te komen en de Elzas te verdedigen.
Marlborough stak echter op 3 juni de Main over en vier dagen later de Neckar. Op 6 juni liet Marlborough uiteindelijk aan de Staten weten dat zijn echte bestemming de Donau was, maar het echt gevaarlijke gedeelte van zijn mars was toen al voorbij, daar de linies van Stollhofen en de troepen van Baden inmiddels binnen bereik waren.
Nu de mars op zijn einde liep, reed Marlborough vooruit naar Großheppach om daar Baden en prins Eugenius te ontmoeten en de definitieve geallieerde strategie vast te stellen. Op 10 juni ontmoette hij prins Eugenius voor het eerst in Mundelsheim. Drie dagen later voegde Baden zich bij hem in Großheppach. Er werd besloten dat Eugenius tussen 10 juni en 14 juni met 28.000 man naar de linies van Stollhofen zou oprukken, terwijl Marlborough en de troepen van Baden, in totaal 80.000 manschappen, zouden worden gecombineerd voor de mars naar de Donau en het Frans-Beierse leger.
Tallard en Villeroy wisten inmiddels dat Marlborough op weg was naar de Donau. Tallard ontmoette Villeroy op 13 juni in Landau om snel een plan op te stellen voor de redding van Beieren. Het Franse commandosysteem was echter zo rigide, dat alle afwijkingen van het originele plan moesten worden goedgekeurd door de legerleiding in Versailles. De toestemming van Lodewijk XIV arriveerde op 27 juni: Tallard zou Marsin en de keurvorst versterken, die nu hun kampement opgeslagen hadden bij Augsburg. Hij zou door het Zwarte Woud oprukken met 40 bataljons en 50 eskadrons. Villeroy zou de geallieerden bij de linies van Stollhofen vastzetten, of zich bij Tallard voegen als de geallieerden al hun strijdkrachten naar de Donau zouden verplaatsen. Luitenant-generaal Coignies zou met 8000 man de Elzas beschermen. Op 1 juli begonnen Tallard en zijn leger van 35.000 man aan hun mars.
Ondertussen hadden de troepen van Marlborough bij Lonsee contact gemaakt met de keizerlijke troepen onder Everhard Lodewijk van Württemberg. Ze marcheerden samen verder, op zoek naar de keurvorst van Beieren en maarschalk Marsin aan de Donau. Om diep door te kunnen dringen in vijandelijk gebied, had deze grote strijdmacht een basis voor de bevoorrading nodig. Daarom bestormde Marlborough op 2 juli het belangrijke fort Schellenberg op de hoogten nabij het stadje Donauwörth. Na een felle en bloedige strijd, waarbij aan beide zijden zware verliezen werden geleden, werd Schellenberg uiteindelijk ingenomen. Daardoor was kort daarop Donauwörth eveneens gedwongen zich over te geven. Na Donauwörth was het geluk van de geallieerden echter kennelijk op. De keurvorst weigerde te vechten of zich over te geven en hield zijn troepen achter de sterke fortificaties rond Augsburg.
Marlborough werd door deze terughoudendheid aangemoedigd om op een controversiële rooftocht door Beieren te gaan. Hij liet gewassen en gebouwen verbranden, vastbesloten om de keurvorst achter zijn verdedigingswerken vandaan te lokken voor een gevecht, voordat Tallard met zijn versterkingen zou arriveren. Door de aangerichte verwoestingen, samen met een lange belegering van Rain, klaagde prins Eugenius:
"...sinds Donauwörth kan ik hun prestaties niet meer bewonderen."
Later schreef hij nog dat
"als hij naar huis moet zonder zijn doel te hebben bereikt, zal hij zeker geruïneerd zijn".
Op 18 juli had Tallard inmiddels gehoord dat Eugenius bij de linies van Stollhofen was weggeglipt en met 18.000 man op weg was naar Beieren, in de hoop zich bij de hertog te voegen en de vijand tot een slag te verleiden. Op 19 juli bereikte de Franse maarschalk Ulm.

### Laatste voorbereidende manoeuvres

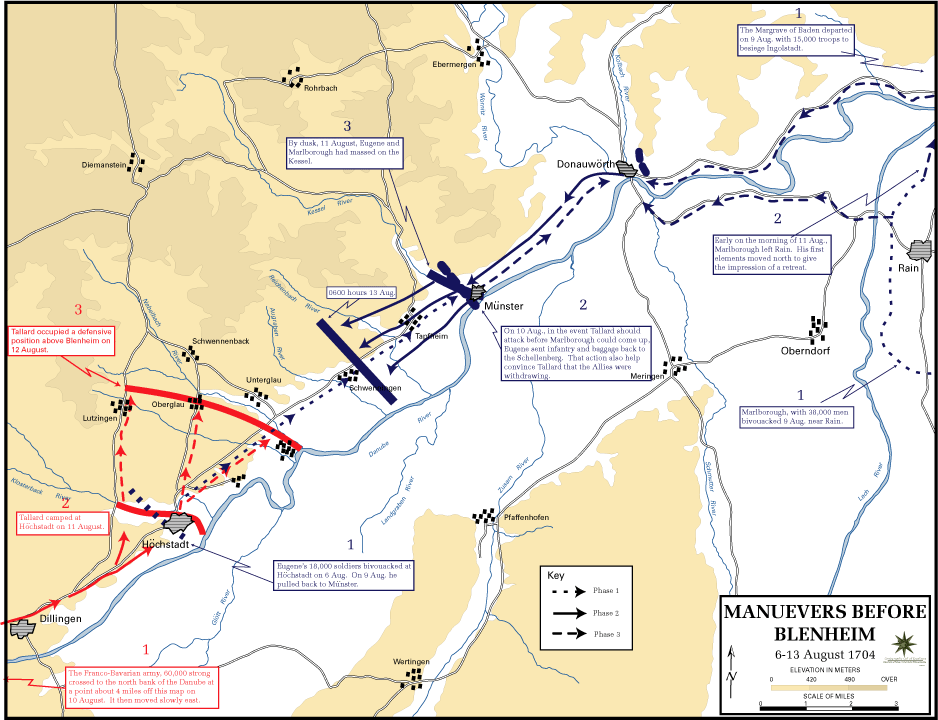
Voorbereidende manoeuvres

Op 5 augustus kwam Tallard aan bij Augsburg, waarmee de totale Frans-Beierse troepenmacht op 56.000 man kwam. Hun gecombineerde legers marcheerden op naar de Donau. Eugenius bereikte Höchstadt eveneens op de 5e.
Marlborough wist dat het nodig was om nog een oversteekplaats van de Donau te bemachtigen, voor het geval Donauwörth ingenomen zou worden door de vijand. Daarom maakten op 7 augustus de eerste van de 15.000 keizerlijke manschappen onder Baden zich los van de hoofdmacht van Marlborough (twee dagen later gevolgd door de rest) om het zwaar verdedigde Ingolstadt te belegeren. Marlborough was er niet gerust op dat Baden de stad in zou kunnen nemen, maar er waren nog twee voordelen: het vooruitzicht dat de Beierse keurvorst zijn verschansing zou verlaten om de stad te hulp te komen en dat Marlborough en Eugenius even van hun opvliegende collega af zouden zijn.
Op 10 augustus kwam er een dringend bericht uit Münster van Eugenius, waarin hij meldde dat hij zich terugtrok naar Donauwörth.
“De vijand is op mars. Het is bijna zeker dat het hele leger de Donau bij Lauingen oversteekt... De vlakte van Dillingen krioelt van de troepen... Alles, mijnheer, staat of valt nu met snelheid en dat u zonder aarzelen opbreekt om u morgen bij mij te voegen. Anders vrees ik dat het te laat zal zijn.”
Door een reeks briljante marsen wist Marlborough zijn troepen op Donauwörth te concentreren. Op het middaguur van 11 augustus bereikte de voorhoede van Marlborough Eugenius. De rest volgde binnen de daaropvolgende 12 uur. Marlborough en Eugenius verplaatsten hun gecombineerde troepen daarop naar het nabij Augsburg gelegen dorpje Münster, ongeveer 8 kilometer van het Franse kampement.
Op 12 augustus hadden de troepen onder Tallard en de keurvorst hun kamp opgeslagen achter het kleine riviertje de Nebel, nabij het dorp Blenheim. Hun leger omvatte 56.000 manschappen en 90 kanonnen, het leger van de Grote Alliantie bestond uit 52.000 man en 66 kanonnen. Marlborough en Eugenius waren erop gebrand de eerste klap uit te delen voordat de vijand zich goed kon organiseren. Het was echter te laat om die avond nog aan te vallen, dus men besloot de volgende dag slag te leveren, op 13 augustus.

## Veldslag

### Het slagveld

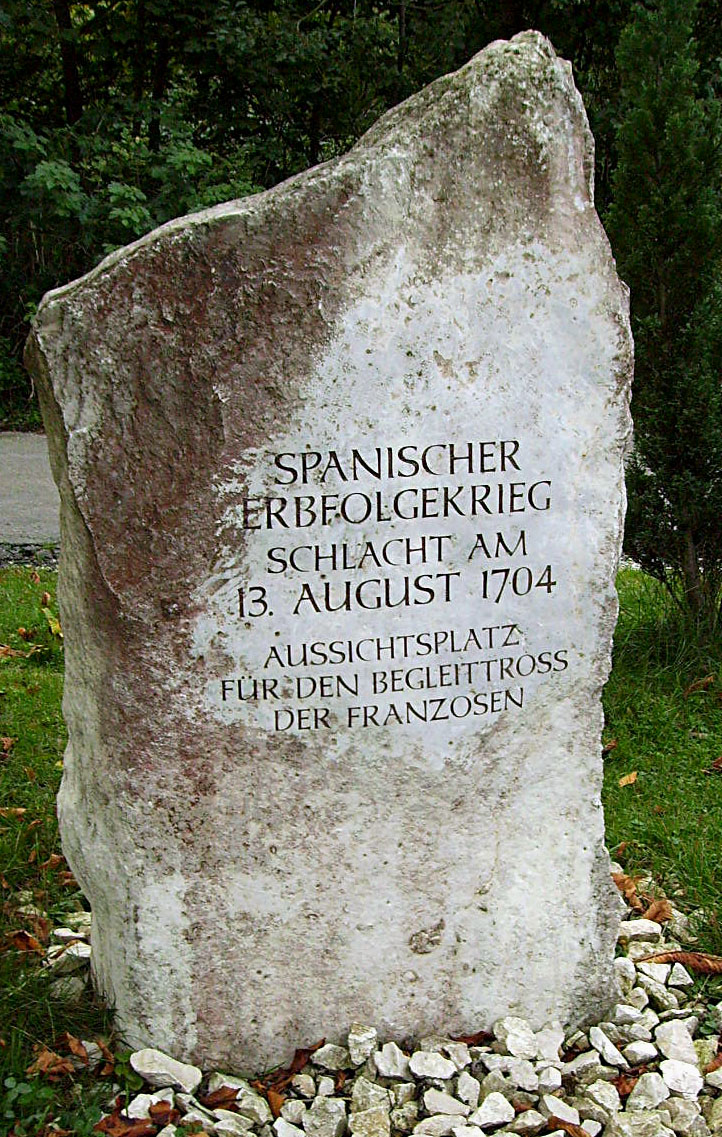
gedenksteen bij Lutzingen

De uiterste rechterflank van het Frans-Beierse leger werd beschermd door de Donau, aan de uiterste linkerflank lagen golvende heuvels, bedekt met dennenbossen. Voor de Franse linies liep een klein stroompje, de Nebel. De grond aan beide oevers van de Nebel was drassig en maar op een paar plaatsen oversteekbaar.
De Franse rechterflank rustte op het dorpje Blenheim, waar de Nebel de Donau instroomde. Tussen Blenheim en het volgende dorpje Oberglau waren de korenvelden gemaaid en waren er alleen nog stoppels over, ideaal om legers op te stellen. Van Oberglau naar het volgende gehucht Lutzingen, bestond het terrein uit greppels, bosjes en braamstruiken. Moeilijk terrein voor potentiële aanvallers.

### Geallieerde plannen
Om 2 uur 's nachts op 13 augustus werden 40 eskadrons op de vijand afgestuurd, om 3 uur gevolgd door de geallieerde hoofdmacht die de Kessel overstak. Om 6 uur bereikten ze Schwenningen, drie kilometer van Blenheim. Hier maakten Marlborough en Eugenius hun definitieve plannen.
De geallieerde aanvoerders kwamen overeen dat Marlborough zelf het bevel zou voeren over 36.000 man bij een aanval op de even sterke Franse linkerflank onder Tallard en tevens Blenheim zou innemen. Eugenius op zijn beurt zou 16.000 man aanvoeren bij een aanval op de gecombineerde strijdkrachten van de keurvorst van Beieren en Marsin, die een sterkte van in totaal 24.000 man hadden en op de rechtervleugel stonden. Luitenant-generaal John Cutts zou tegelijk met Eugenius' aanval Blenheim aanvallen. Als de Franse flanken op deze manier bezig werden gehouden, zou Marlborough de Nebel oversteken en het Franse centrum de fatale slag toebrengen. Marlborough zou echter moeten wachten totdat Eugenius in positie was voordat de echte strijd kon beginnen.

### Openingszetten

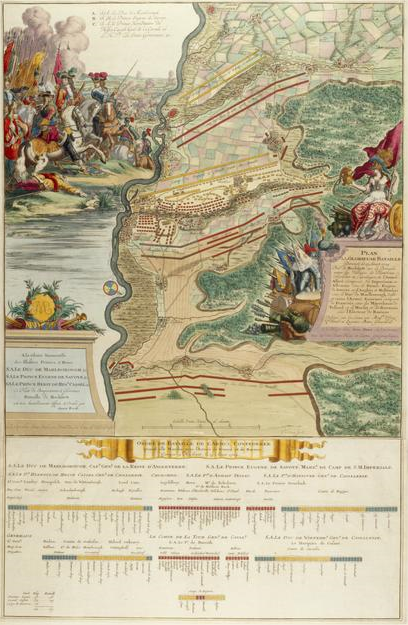
Kaart uit 1705

Marlborough nam de leiding van de rechtervleugel van de geallieerde troepen, waaronder de aanvallen op Blenheim en Oberglau. Prins Eugenius nam de linkervleugel voor zijn rekening, die onder andere Lutzingen zou aanvallen.
Net na 7 uur 's morgens naderden de mannen van Marlborough de Nebel om mogelijke oversteekplaatsen aan te wijzen. Er werden pontons voorbereid en bossen takken gesneden om de oversteek mogelijk te maken. Op 8 uur opende de Franse artillerie op de rechtervleugel het vuur, beantwoord door de artilleriebatterijen onder kolonel Blood.
Om 9 uur beklommen de drie Franse commandanten de kerktoren van Blenheim om hun definitieve plannen af te spreken. Vanwege de misvatting dat Baden nog steeds bij het geallieerde leger was en dat dit dus in de meerderheid was, kozen de Franse commandanten voor een defensieve strategie. De beide flanken van het Frans-Beierse leger moesten dus koste wat het kostte hun posities behouden. Blenheim op de rechterflank zou worden verdedigd door luitenant-generaal Clérambault en het puikje van de Franse infanterie, in totaal 16 bataljons met nog eens 11 als reserve. Ze werden gesteund door 12 eskadrons dragonders onder de hertog van Hautefeuille.
Er waren 64 eskadrons cavalerie opgesteld tussen Blenheim en Oberglau, onder aanvoering van generaal Zurlauben. Ze werden gesteund door negen bataljons en artillerie. In en om het dorpje Oberglau in het centrum stonden 38 bataljons onder de markies van Blainville (waaronder ook slagvaardige Ierse huurlingen, die bekendstonden als de 'Wilde Ganzen'.)
De overige 67 eskadrons cavalerie stonden aan de linkerzijde van Oberglau opgesteld. De uiterste linkerzijde, in de buurt van Lützingen, werd bewaakt door 16 bataljons.
De Franse commandanten waren het niet eens over de manier waarop de Nebel het beste gebruikt kon worden. De tactiek van Tallard was om de geallieerden naar de overkant te lokken door de cavalerie op ze los te laten en daarmee paniek en verwarring te veroorzaken. Dit in tegenstelling tot die van Marsin en de keurvorst, die een verdediging van de stroom voorstonden. Terwijl de vijand door de moerassen ploeterde, zou deze vanuit Blenheim en Oberglau in een kruisvuur genomen kunnen worden. Voor succes was echter wel perfecte timing nodig: als de cavalerie te laat werd losgelaten, zou de vijand misschien niet uit zijn posities gejaagd kunnen worden. Daardoor zou het voordeel van het natuurlijke obstakel teniet worden gedaan.
Eugenius had om 11 uur in positie moeten zijn, maar door het moeilijke terrein en vijandelijk vuur kwam hij maar langzaam vooruit. Ondertussen had lord Cutts op de linkerflank brigadegeneraal Rowe erop uitgestuurd om bij Blenheim een bruggenhoofd over de Nebel te slaan, waarbij twee Franse bataljons werden teruggedreven, die het gebied tussen twee watermolens bewaakten. Deze geallieerde troepen moesten in positie blijven, afgesneden van de rest van hun colonne, totdat Marlborough het bevel gaf tot de algemene opmars.

### De geallieerde linkerzijde en Blenheim

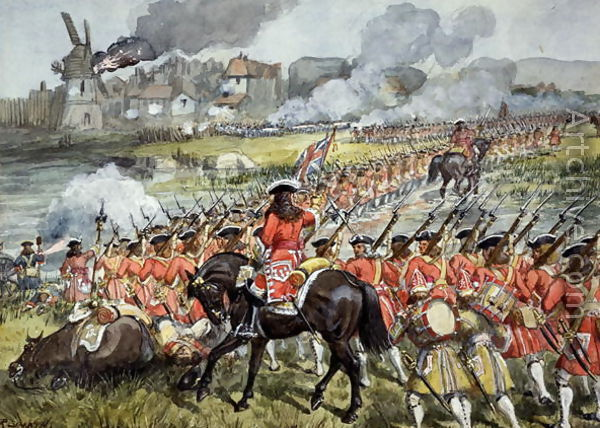
De infanterie valt aan.

“...de Gendarmerie werd zonder twijfel vernietigend verslagen.” Mérode-Westerloo, commandant van de Vlaamse troepen.
De zenuwen van Marlborough werden eindelijk wat gekalmeerd toen er, net na de middag, een bericht arriveerde van kolonel Cadogan dat de Pruisische en Deense troepen onder Eugenius hun posities hadden ingenomen. Hij gaf het bevel tot de algemene opmars. De overgebleven linie van de colonne van Cutts stak nu de Nebel over en voegde zich bij Rowes geplaagde troepen. Om 13 uur begonnen ze met hun aanval op Blenheim. De Fransen in het dorp openden, gesteund door de dragonders op de flank, het vuur toen de Britten tot op 30 meter waren genaderd en brachten ze zware verliezen toe. De Fransen wisten met salvo na salvo de Britten binnen een paar minuten tot de aftocht te dwingen. Generaal Rowe raakte dodelijk gewond. Vervolgens werden de Britse troepen van Rowe aangevallen door eskadrons "Gendarmerie"-elitetroepen. De tweede linie van de geallieerden, die bestond uit troepen uit Hessen-Kassel, wist echter stand te houden en de aanval van de Gendarmerie met gericht vuur af te slaan.
Nadat de eerste aanval van Rowe op Blenheim was afgeslagen, zag Cutts in dat hij de Franse cavalerieaanvallen het hoofd zou moeten bieden. Hij vroeg om versterkingen, waarop luitenant-generaal Lumley vijf eskadrons dragonders onder kolonel Palmes stuurde om Cutts' aanval te steunen. Tallards cavaleriecommandant, luitenant-generaal Zurlauben, stuurde zodra hij de versterkingen in het oog kreeg, alle acht elite-eskadrons Gendarmerie op ze af om ze te vernietigen. Tot Tallards grote verbijstering werd de Gendarmerie echter na hevige zwaardgevechten van het veld gedreven, achtervolgd door de dragonders. De keurvorst riep uit:
"Wat? Vlucht de Gendarmerie weg? Hoe is dat mogelijk?"
Deze gebeurtenis had een enorm effect op het Franse moreel.
De continue aanvallen op Blenheim leverden uiteindelijk resultaat op, doordat Clérambault in zijn zenuwen de zwaarste Franse fout van de dag maakte: zonder eerst met Tallard te overleggen, stuurde hij zijn reservebataljons het dorp in, waardoor hij de Franse opstelling verstoorde en het Franse numerieke overwicht tenietdeed (er is een bepaalde ruimte nodig om musketten te kunnen laden en vuren). Toen Marlborough zag welke fout de vijand gemaakt had, gaf hij Cutts de opdracht de vijand simpelweg in Blenheim te houden. Daarmee had Marlborough zijn linkerflank zekergesteld.

### Centrum en Oberglau

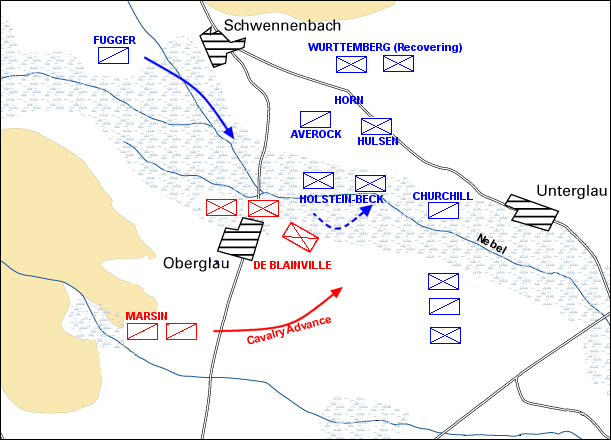
Aanval op Oberglau

“...ze begonnen [de moerassen en de Nebel] zo snel over te steken als het slechte terrein toestond.” Josias Sanby, Churchills kapelaan.
Tegelijkertijd met de gebeurtenissen rond Blenheim trof Marlborough voorbereidingen voor het oversteken van de Nebel. Het centrum bestond uit 28 bataljons infanterie, opgesteld in twee linies: zeven bataljons in de eerste linie om aan de overkant van de Nebel voet aan de grond te krijgen (10 bataljons Hannoverianen waren vrijgemaakt om onder Holstein-Beck een reserve te vormen), en 11 bataljons in de achterste linie om vanaf de geallieerde zijde van de stroom voor dekking te zorgen. Tussen de infanterie stonden twee linies cavalerie, in totaal 72 eskadrons. De eerste linie voetvolk zou eerst de stroom oversteken, en daarna zo dicht mogelijk naar de andere zijde marcheren. Daarna zouden ze zich in slagorde opstellen en het oversteken van de cavalerie dekken, terwijl ze gaten in hun linie lieten vallen die groot genoeg waren om de cavalerie door te laten zodat die voor de infanterie posities kon innemen.
Marlborough beval de formatie op te marcheren. De geallieerden hadden verwacht dat Tallard snel aan zou vallen bij hun oversteek van de Nebel en waren dus verbaasd en opgelucht doordat de Franse commandant niets deed, en hun daarmee toestond om aan de Franse zijde van de stroom voet aan de grond te krijgen. Toen Tallard echter uiteindelijk in actie kwam, was de aanval des te zwaarder. Geholpen door de aflopende heuvel wist de Franse cavalerie in eerste instantie de overhand te krijgen ten opzichte van de geallieerde cavalerie, die inmiddels het voetvolk was gepasseerd.
Tallards cavalerie drong de eerste linie geallieerde cavalerie terug, maar de aanval werd uiteindelijk afgeslagen door zware salvo's van de ondersteunende infanterie. Terwijl de Fransen besluiteloos op een afstand bleven, drong een massale geallieerde aanval ze terug. Het oorspronkelijke plan van Tallard omvatte uitvallen van Franse infanterie vanuit Blenheim op de geallieerde flanken, maar nu Cutts de Fransen binnen het dorpje vasthield, was dit onmogelijk geworden.
Ondertussen viel Holstein-Beck het dorpje Oberglau aan. Zijn strijdkrachten werden echter neergemaaid door de Franse en Ierse troepen, waarbij hijzelf dodelijk werd verwond en gevangengenomen. Tallard zag dat deze tegenslag de geallieerden misschien fataal zou worden, en schreef later: "Op dit moment had ik hoop op de overwinning". Marlborough nam zelf de leiding om het tij te keren. Hij stak de Nebel over met drie van Holstein-Becks reservebataljons, gesteund door de artillerie van kolonel Blood. Uiteindelijk wist de hertog de wankelende geallieerde linie te stabiliseren.
Hij zag echter in dat zijn bataljons nog steeds in gevaar waren en vroeg gehaast Eugenius om versterking. Ondanks dat Eugenius zelf aan de andere kant van Oberglau onder zware druk stond, stuurde hij een afdeling keizerlijke kurassiers onder generaal Fugger. Dezen wisten in een felle tegencharge de vijand te verwarren en te verstrooien. De Frans-Ierse strijdmacht trok zich terug en werd in Oberglau belegerd.

### Geallieerde rechterflank

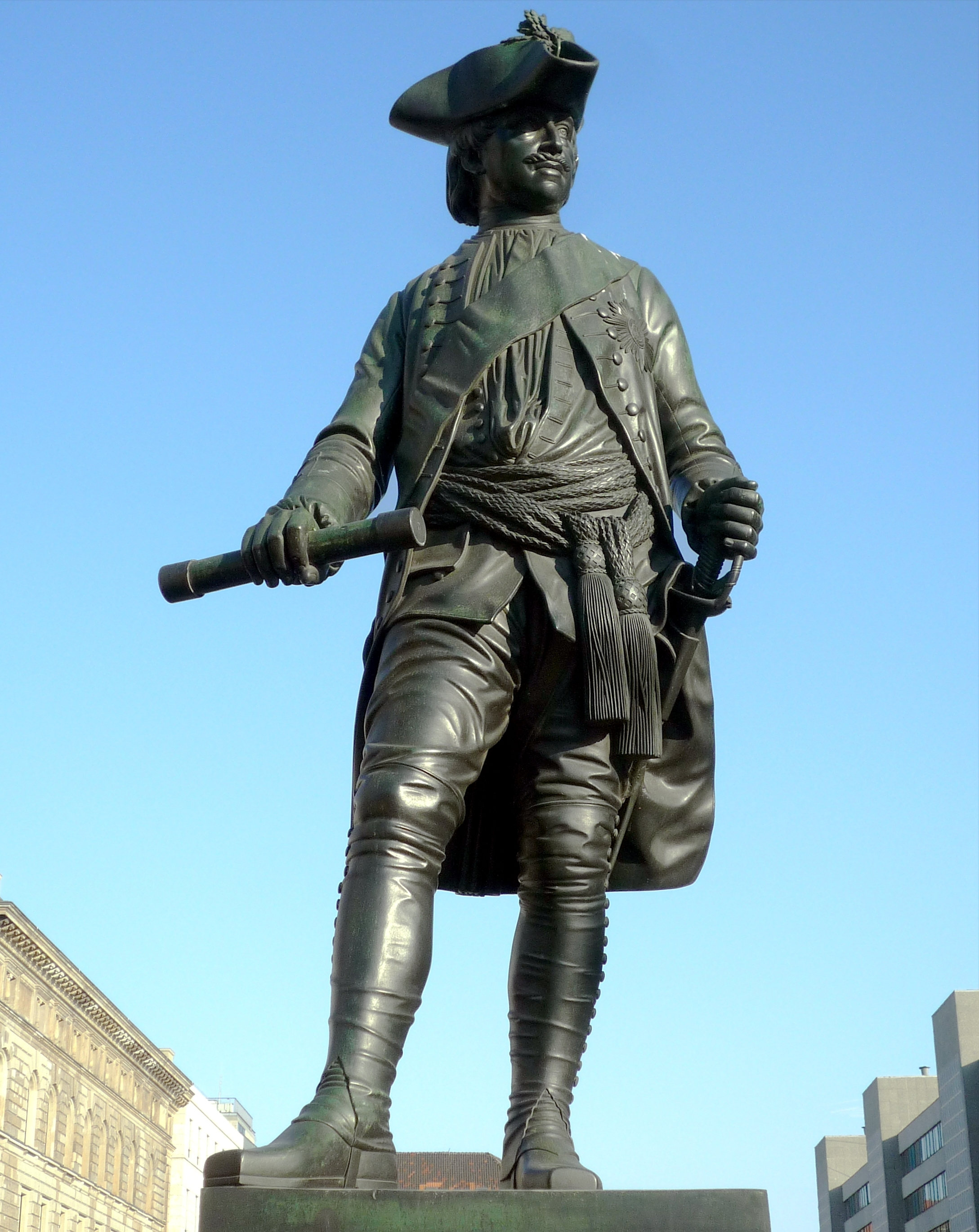
Dessau

“...Prins Eugenius en de keizerlijke troepen waren drie keer afgeslagen - helemaal teruggedreven naar de bossen - en hadden zware klop gehad."" Mérode-Westerloo.
Op de geallieerde rechterflank waren de Pruisische en Deense troepen onder Eugenius in een wanhopig gevecht verwikkeld met de numeriek sterkere troepen van de keurvorst en Marsin. Zijn strijdmacht bestond uit vier van de acht geallieerde colonnes die eerder dan het Frans-Beierse leger waren aangekomen. Na de eerste successen bij het oversteken van de Nebel waren de troepen van Eugenius teruggedreven. Ze liepen nu het gevaar compleet ineen te storten (dit was het moment waarop Eugenius generaal Fugger naar Marlborough stuurde). Het leiderschap van Eugenius en de Pruisische commandant Leopold I van Anhalt-Dessau maakte echter dat de keizerlijke infanterie het niet opgaf. De keizerlijke troepen werden bij elke opmars teruggeslagen. Eugenius zag in dat hij alleen maar kon volhouden, in de hoop dat de vijand een fout zou maken of dat Marlborough een doorbraak zou forceren.

### Doorbraak

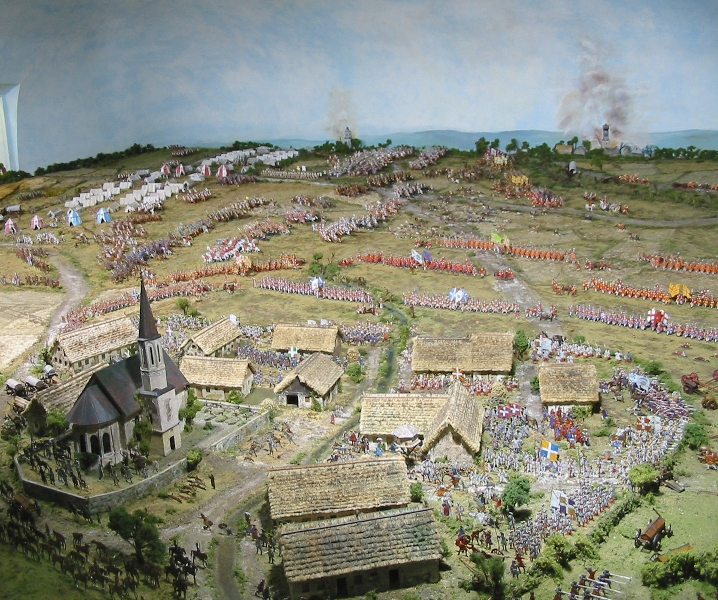
Overzicht van de slag

“Het [Franse] voetvolk behield de beste orde die ik ooit zag, totdat ze bijna in linie en rij werden neergeschoten.” Kapitein Robert Parker.
Tegen 16 uur werden de Franse troepen zowel in Blenheim als in Oberglau belegerd en was het geallieerde centrum van 81 eskadrons en 18 bataljons stevig verankerd tussen de Franse linie van 64 eskadrons en slechts 9 bataljons. Tallard vroeg om infanterie als versterking, maar er was geen infanterie beschikbaar door Clérambaults besluit om al zijn reserves in Blenheim in te zetten en door de weigering van de keurvorst en Marsin omdat ze onder te zware druk van Eugenius zouden staan. Ondanks dit gebrek aan voetvolk viel Tallard om 17 uur aan. Daarbij wist hij de geallieerde opmars tijdelijk te stuiten. Generaal-majoor Lord Orkney wist zijn mannen echter te hergroeperen en de Franse aanval af te slaan. Om half zes was de geallieerde opmars weer in volle gang.
De negen Franse infanteriebataljons kwamen onder vuur te liggen van kapitein Gibbons artillerie en werden onder de voet gelopen - de Franse cavalerie werd door de overmacht teruggedreven en compleet verslagen. De toekijkende Tallard realiseerde zich dat de slag bijna zeker verloren was.
De geallieerde trompetters bliezen tot een laatste cavalerie-aanval, waarbij het Franse centrum werd doorbroken en op de vlucht gejaagd. De meerderheid van Tallards terugtrekkende troepen zette koers naar Höchstädt - Marlborough stuurde Hompesch met 30 eskadrons achter ze aan. Het grootste deel wist de bescherming van de stad niet te bereiken: ruim 3000 Franse cavaleristen verdronken in de Donau, andere werden door de achtervolgende cavalerie neergesabeld.
Na een laatste keer stand gehouden te hebben achter de tenten van zijn kampement werd maarschalk Tallard meegevoerd in de vlucht en naar Sonderheim gedreven. Tallard werd omsingeld door een eskadron Hessische troepen en gaf zich over aan luitenant-kolonel de Boizenburg, de adjudant van de prins van Hessen.

### Val van Blenheim

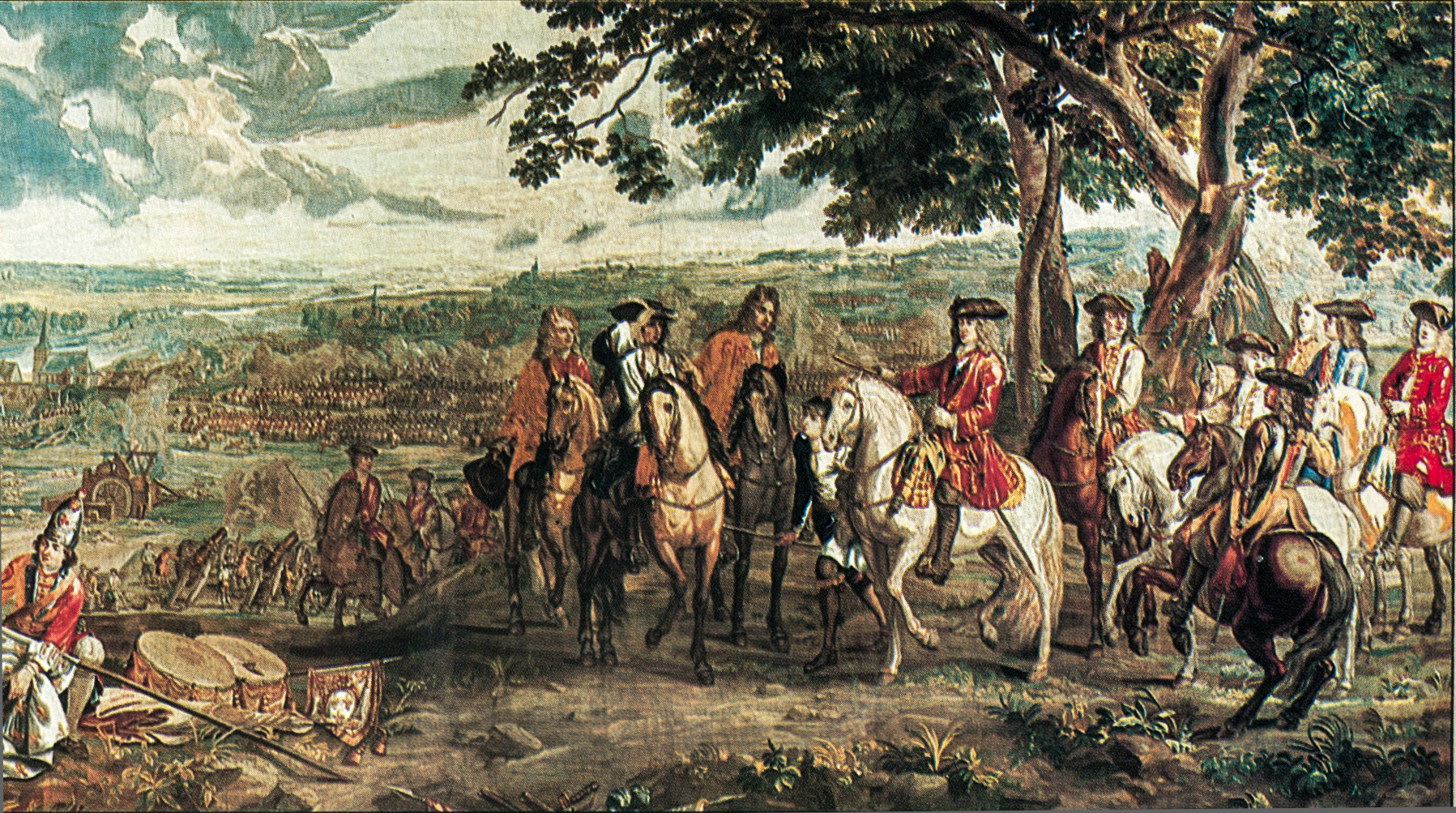
De Fransen geven zich over aan Marlborough

“...onze mannen vochten in en door het vuur...totdat velen aan beide zijden de dood vonden in de vlammen." Soldaat Deane, 1ste Regiment Foot Guards.
De Franse linkerflank stond onder druk van de vierde opmars van die dag van de prinsen Eugenius en Leopold. Toen ze merkten dat het leger van Tallard op de vlucht was geslagen, besloten de keurvorst en Marsin dat de slag verloren was en vluchtten eveneens naar Höchstädt, hoewel in betere orde dan Tallards mannen. Blenheim op de rechterflank werd aan zijn lot overgelaten.
Clérambaults lot werd bezegeld door zijn besluit om zijn aanzienlijke strijdmacht geheel in het dorp samen te trekken. Hij zag in dat zijn tactische blunder had bijgedragen aan de nederlaag van Tallard in het centrum en kneep ertussenuit, met achterlating van zijn 27 bataljons in Blenheim. Hij zou echter bij het oversteken van de Donau van zijn paard in de rivier vallen en verdrinken.
Tegen 18 uur hadden generaal Churchill en luitenant-generaals Lord Orkney en Ingoldsby het dorpje omsingeld. Ingolsby en Orkney vielen het dorp vanuit de flanken en de achterhoede aan, terwijl generaal Cutts frontaal aanviel. Het Franse garnizoen wist niet van de nederlaag van de hoofdmacht en vocht vastbesloten door, nu onder het bevel van maarschalk graaf de Blanzac. Toen Blanzac echter hoorde wat er met Tallard was gebeurd, probeerden de Fransen Blenheim te ontvluchten. Ze werden al snel omsingeld. Orkney accepteerde de overgave van het "Régiment Royal" en het Régiment de Saint Segond, waarna er nog 20 bataljons en 12 eskadrons in het dorp waren. De Franse officieren waren het er niet over eens of er tot de laatste man gevochten moest worden, of dat men zich massaal over moest geven. Om 21 uur werd er een besluit genomen en legde het Franse garnizoen de wapens neer, tot afschuw van het Navarreense regiment dat uit protest haar vaandel verbrandde.

## Nasleep
De overgebleven strijdkrachten van de keurvorst en Marsin sleepten zich terug naar Straatsburg. Onderweg verloren ze nog eens 7000 man door desertie. Van de 4500 Frans-Duitse officieren die bij Blenheim gevochten hadden, werden er maar 250 niet gedood, gevangengenomen of verwond. Ulm en Ingolstadt vielen al snel, en daarmee geheel Beieren. Tallard en het puikje van zijn officierskorps zat tot 1711 gevangen in Nottingham.
De keurvorst vluchtte weg uit zijn land en van zijn familie om door te kunnen vechten voor Lodewijk. Op 7 november 1704 werd het verdrag van Ilbersheim ondertekend, waarmee geheel Beieren (behalve München) onder een Oostenrijks militair bewind kwam. Beieren was voor de rest van de oorlog uitgeschakeld en Wenen gevrijwaard van een aanval.
Marlborough en prins Eugenius waren nog niet klaar met hun veldtocht van dat seizoen. Ze stonden allebei te popelen om de Fransen geheel uit Duitsland te verjagen, maar Lodewijk Willem van Baden-Baden stond erop om meteen na Ingolstadt Landau te belegeren, dat pas in november kon worden ingenomen. Ondertussen had Marlborough besloten de oorlog langs de Moezel verder te voeren, waarop in de herfst en winter Augsburg, Ulm, Trier en Trarbach aan de lijst geallieerde overwinningen toegevoegd konden worden.
Het aanzien van de hertog van Marlborough bleef groeien en in februari 1705 schonk koningin Anne hem het park Woodstock in Oxfordshire, zodat hij daar een paleis kon laten bouwen ter ere van zijn overwinning. Hij zou zelf echter nooit het voltooide gebouw, dat later bekend zou worden als Blenheim Palace, te zien krijgen. Prins Eugenius werd al even goed beloond: de keizer gaf hem een paleis in Wenen als beloning, het Stadtpalais.
De slag bij Blenheim was de eerste grote nederlaag van een Frans leger in meer dan 60 jaar en een van de eerste Engelse overwinningen op het vasteland van Europa sinds de Slag bij Azincourt, bijna 300 jaar eerder. De 19e-eeuwse Britse historicus Edward Creasy beschouwde de Slag bij Blenheim als een van de belangrijkste veldslagen in de geschiedenis: "Als Blenheim niet had plaatsgevonden, zou Europa misschien tegenwoordig nog zuchten onder de nasleep van de Franse veroveringen, die in omvang op die van Alexander leken, en in duurzaamheid op die van de Romeinen. Winston Churchill, een afstammeling van Marlborough, schreef: De vernietiging van de Armada had het leven van Groot-Brittannië gered; de charge bij Blenheim opende voor haar de poorten naar de moderne wereld." Het was een beslissend moment in de geschiedenis van Groot-Brittannië.